# 1305 Pongola
1305 Pongola este un asteroid din centura principală, descoperit pe 19 iulie 1928, de Harry Edwin Wood.